# Karooclytra
Karooclytra là một chi bọ cánh cứng trong họ Chrysomelidae.
Chi này được miêu tả khoa học năm 1989 bởi Medvedev.

## Các loài
Chi này gồm các loài:
- Karooclytra wittmeri Medvedev, 1989